# Lijst van vlaggen van Ierland
Dit is een lijst van vlaggen van Ierland.

## Nationale vlag (perFIAV-codering)
|          | Civiele vlag | Staatsvlag | Oorlogsvlag |
| -------- | ------------ | ---------- | ----------- |
| Te land  | · ?          | · ?        | · ?         |
| Te water | · ?          | · ?        | · ?         |

## Vlaggen van bestuurders
| Vlag | Periode | Functie                      | Beschrijving                       |
| ---- | ------- | ---------------------------- | ---------------------------------- |
|      |         | Vlag van de Ierse president. | Een gouden harp in een blauw veld. |

## Militaire vlaggen
De oorlogsvlag is reeds in de eerste tabel vermeld.
| Vlag | Periode | Functie | Beschrijving                       |
| ---- | ------- | ------- | ---------------------------------- |
|      |         | Geus.   | Een gouden harp in een groen veld. |

## Vlaggen van deNational Yacht Club
| Vlag | Periode | Functie  | Beschrijving |
| ---- | ------- | -------- | ------------ |
|      |         | Vaandel. |              |
|      |         | Vaan.    |              |

## Sportvlaggen
| Vlag | Periode | Functie                       | Beschrijving |
| ---- | ------- | ----------------------------- | ------------ |
|      |         | Vlag van het Ierse rugbyteam. |              |
|      |         | Vlag van het Ierse hockeyteam |              |

## Overige vlaggen
| Vlag | Periode | Functie                                | Beschrijving |
| ---- | ------- | -------------------------------------- | --- |
|      |         | Four Provinces-vlag.                   | De vlaggen van de vier provincies van Ierland in één vlag (zie het artikel: Lijst van vlaggen van Ierse deelgebieden). |
|      |         | Kruis van Sint-Patrick.                | Een rood andreaskruis op een wit veld (zie het artikel: Vlag van Ierland).                                             |
|      |         | Vlag van het Bataljon van Sint-Patrick | |